# پریش‌های دومینیکا

نقشه پریش‌های دومینیکا

پریش (انگلیسی: Parishes) اولین سطح تقسیمات کشوری در دومینیکا که شامل ۱۰ پریش می‌شود.
| پریش       | جمعیت (سرشماری ۲۰۱۱) | Area (km2) |
| ---------- | -------------------- | ---------- |
| سنت جورج   | ۲۱٬۲۴۱               | ۵۶٫۲       |
| سنت جان    | ۶٬۵۶۱                | ۵۹٫۰       |
| سنت پیتر   | ۱٬۴۳۰                | ۳۲٫۶       |
| سنت جوزف   | ۵٬۶۳۷                | ۱۲۱٫۲      |
| سنت پل     | ۹٬۷۸۶                | ۶۵٫۲       |
| سنت لوک    | ۱٬۶۶۸                | ۷٫۸        |
| سنت مارک   | ۱٬۸۳۴                | ۱۰٫۴       |
| سنت پاتریک | ۷٬۶۲۲                | ۸۷٫۵       |
| سنت دیوید  | ۶٬۰۴۳                | ۱۳۱٫۵      |
| سنت اندرو  | ۹٬۴۷۱                | ۱۷۸٫۱      |